# Big Time Rush
Big Time Rush (také známí jako BTR) je americká popová chlapecká skupina založená v roce 2009. Jejími členy jsou Kendall Schmidt, James Maslow, Carlos Pena a Logan Henderson. Skupina byla vytvořena díky stejnojmennému televiznímu seriálu stanice Nickelodeon. Po vydání několika propagačních singlů vydala kapela v říjnu 2010 své první album s názvem B.T.R, které se umístilo v Top 3 v Billboard 200 a získalo zlatou desku za 500 000 prodaných kopií. Jejich druhé album Elevate vyšlo v listopadu 2011 a v červnu 2013 jim vyšlo třetí studiové album s názvem 24/Seven. Mezi lety 2014 a 2021 měla skupina přestávku. V létě 2021 oznámili návrat a v prosinci vydali singl „Call It Like I See It“ a v únoru 2022 další singl „Not Giving You Up“. V létě 2022 vyrazili na turné po Spojených státech a Jižní Americe a následovaly singly „Fall“, „Honey“ a Dale Pa'Ya. Později znovuvydali upravenou verzi „Paralyzed". V červnu 2023 vyšlo jejich čtvrté album „Another Life“. S vydáním alba začali své zatím největší turné - „Can't Get Enough Tour“.

## Historie

### Počátky (2009–2010)
V roce 2009 podepsali nahrávací smlouvu. Jejich debutový singl „Big Time Rush“ vyšel v listopadu 2009, poprvé byl uveden během hodinové speciální ukázky seriálu. V současné době je seriálovou úvodní znělkou. BTR také vydali další propagační singly jako „City is Ours“, „Any Kind Of Guy“ a „Famous“. Další písnička „Halfway There“ byla vydána na iTunes 27. dubna 2010 po své premiéře v seriálu. Tento singl se jako první dostal do Billboard Hot 100 – umístil se na 93. místě digitálního prodeje.
K propagaci svého prvního alba vydala kapela 21. září 2010 promo singl „Til' I Forget About You“. Promo singl „Til' I Forget About You“ je také video které má ze všech videí Big Time Rush druhý nejvyšší počet zhlédnutí. Jeho oficiální verzi zhlédlo na YouTube 17 511 407 lidí . Z 18 701 044 zhlédnutími předběhlo píseň „Til' I Forget About You“ video z názvem „Windows Down“ které je také na YouTube . Debutové album B.T.R vyšlo 11. října 2010. Umístilo se v Top 3 Billboard 200, v prvním týdnu po vydání se ho prodalo 67 000 kopií. První deska se také dostala na 4. místo v žebříčku Top Internet Albums a na první místo v Top Soundtracks. Singl „Big Night“ se umístil v Billboard Hot 100 na 79. místě, což je nejvyšší umístění jejich singlu. Později skupina získala v USA zlatou desku za 500 000 prodaných kopií svého prvního alba.
V listopadu 2010 oznámili speciální vánoční epizodu seriálu a vánoční EP. EP vyšlo 30. listopadu 2010 a dostalo název Holiday Bundle. Skupina též přezpívala s Mirandou Cosgroveovou (seriál iCarly) píseň „All I Want For Christmas Is You“ (originální verzi nazpívala Mariah Carey), písnička měla premiéru v onom vánočním díle „Big Time Christmas“. V únoru 2011 vyšel singl „Boyfriend“, první singl pro mainstreamová americká rádia. „Boyfriend“ se dostal na 72. místo v Billboard Hot 100, což bylo jejich nejvyšší umístění v žebříčku Billboard. Píseň se potom v březnu 2011 dostala na 30. pozici v Billboard Pop Songs chart.

### VydáníElevate(2011)
22. července 2011 vydali nový singl „If I Ruled the World“, kterou vytvořili společně se zpěvákem Iyazem. Jedná se o první singl z jejich nové desky Elevate, která vyšla 21. listopadu 2011. Druhý singl se jmenuje "Music Sounds Better With You". Také udělali cover k písničce "No Idea" od klučičí kapely All Time Low.

### Rok 2012
Od února 2012 začali tour s názvem "Better with U". Jako předskokani jim byla britská klučičí kapela One Direction.
10.3. 2012 představil Nickelodeon jejich zbrusu nový film. Také jeli letní turné po Americe s mladým idolem
Codym Simpsonem a novým pěveckým objevem Rachel Crow.
Koncem března vyhráli cenu na Kids Choice Awards v kategorii NEJLEPŠÍ KAPELA. Během téhle show natočili živý videoklip k písničce TIME OF OUR LIFE. Tenhle klip věnovali svým fanouškům.
2. dubna začali natáčet 3. řadu jejich úspěšného seriálu. 21.4. byl představen první díl téhle úspěšné show a je to dokument z jejich úspěšného turné Better with U. Což představilo i zbrusu nový živý klip Elevate.
"Windows down" je jejich další nový sing, který měl premiéru 25. června. K téhle písničce se točil videoklip (vyšel 22.6.12) na
Hawaii.
Nickelodeon oficiálně potvrdil, že se v roce 2013 bude natáčet 4. řada seriálu, a bude mít 13 epizod. A v tomto roce také vyjde jejich třetí studiové album.
V září také jeli turné po Jižní Americe. Na konci tohoto měsíce získali v Mexiku Zlatou desku za jejich druhé studiové album Elevate.
Na začátku roku 2013 by měla vyjít 3 deska.

### Rok 2013
3.1.13 bylo první setkání štábu a herců na 4 řadě stejnojmenného seriálu. Přesně za týden začalo natáčení. Ve 4 sérii se objevily nové písničky, které jsou na 3 studiovém albu. Také 4 série má spoustu hvězdných hostů jako například britskou zpěvačku Cher Lloyd.
Nickelodeonový seriál Marvin Marvin uvede 30.3. hodinový speciál, kde budou kluci hrát sami sebe.
První díl 4 řady měla premiéru na Jaře a jmenoval se "Big Time Invasion".
Po předávání cen Kids Choice Awards, které se konaly 23. března Nickelodeon představili zbrusu nový videoklip "Like nobody´s around", který byl představen ve 4 řadě seriálu.
V létě tohoto roku jeli turné po USA s jejich dobrou kamarádkou a kolegyní Victoria Justice.
Nové 3 album se jmenuje 24/seven a vyšlo 11. června. Kapela si dala na chvilku pauzu a každý z kluků si užívá svoje volno. Kendall byl na turné s jeho kapelou Heffron Drive, kterou tvoří společně s jeho nejlepším kamarádem Dustinem Beltem po Americe.

### Rok 2014
Carlos si 4. ledna vzal za manželku herečku Alexu Vegu. Změnili si také oba dva příjmení na PenaVega. 7. února jeli turné po Jižní Americe, které začalo v Texasu. James začal tančit v 18 ročníku americké taneční soutěže Dancing with the stars, jeho taneční partnerka se jmenuje Peta Murgatroyd. Kendall vydal 26.3. se svou druhou kapelou Heffron Drive nový singl Parallel. V tomto roce čekají kluky velké věci. 27. května se konalo v Monte Carlu předávání cen World Music Awards, kde kluci vyhráli cenu "Best Live Act". Na začátku června začal na americkém nickelodeonu nový zábavný pořad Webheads, který moderuje Carlos. James se objeví v novém seriálu Sequestered, který bude mít premiéru 5. srpna. Kluci vyhráli na Kids Choice Awards Colombia ceny za "Nejlepší mezinárodní umělec" a za "nejlepší program".

## Diskografie
- B.T.R. (2010)
- Elevate (2011)
- 24/Seven (2013)
- Another Life (2023)